# Defesa QBRN

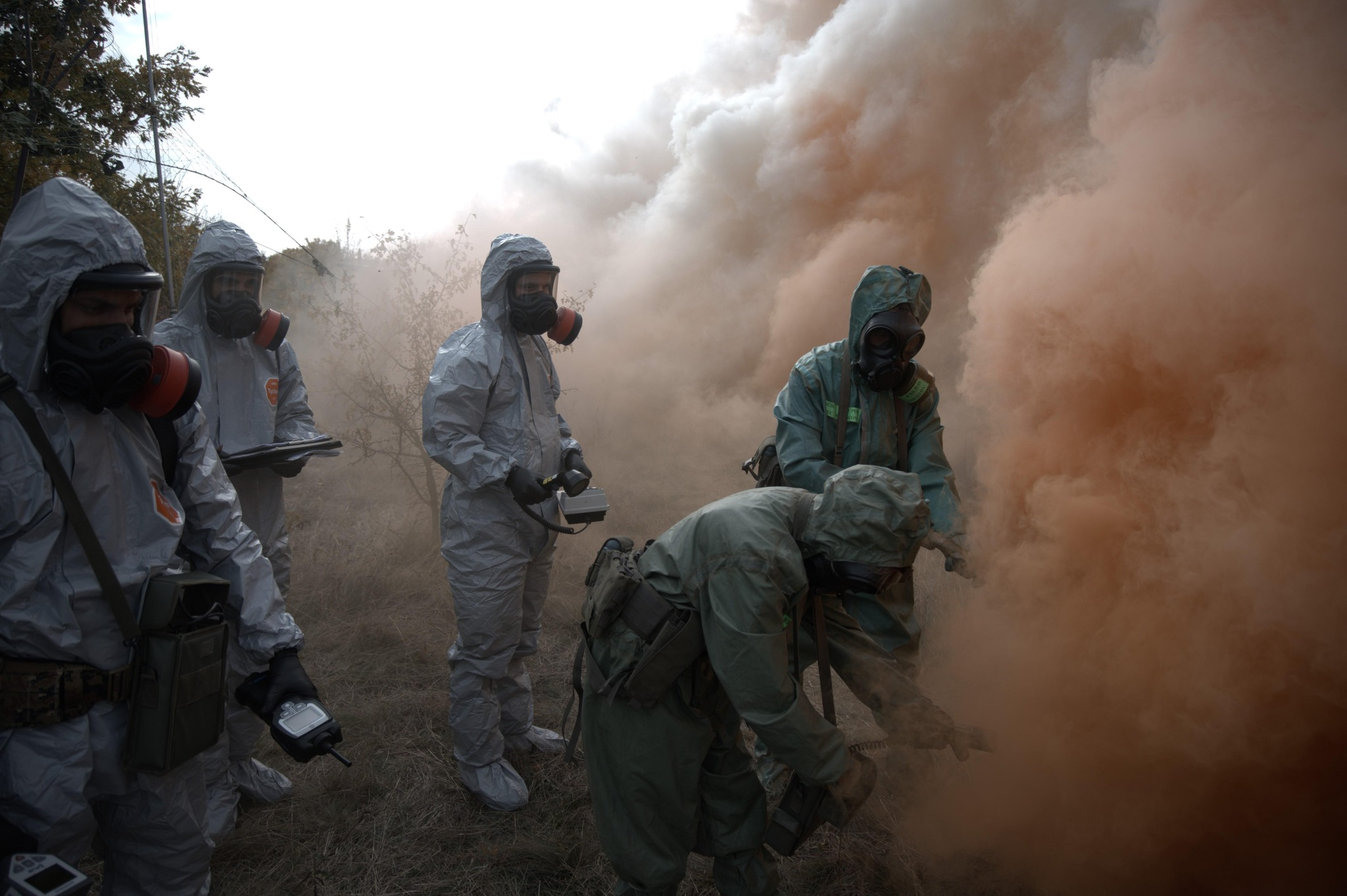
Especialistas QBRN búlgaros e italianos em exercício de treinamento

A defesa química, biológica, radiológica e nuclear (DQBRN, também referida como NQBR) é o conjunto de medidas preventivas e reativas para proteger pessoas, infraestruturas e o meio ambiente contra as ameaças químicas, biológicas, radiológicas e nucleares. Numa definição militar mais estreita, ela objetiva manter em operação as forças militares num ambiente onde existam essas ameaças. A defesa QBRN é associada à resposta às armas de destruição em massa, para as quais seria uma última linha de defesa. As ameaças em questão podem ainda vir de acidentes, atentados terroristas e epidemias. As forças militares de DQBRN podem ser chamadas a complementar os civis na resposta a emergências, mas têm critérios diferentes de detecção de risco, tolerância a prejuízos e classificação das ameaças.
A maioria dos países têm alguma capacidade QBRN nas suas forças armadas, e em algumas os militares (especialmente os exércitos) detém grandes capacidades nesse domínio. As forças DQBRN empregam equipamentos de proteção individual e coletiva, instrumentos de detecção, contramedidas médicas e outras ferramentas, algumas tecnicamente sofisticadas. A possibilidade do uso de mais de uma vertente e a semelhança de alguns procedimentos de segurança e descontaminação justifica a unificação dos conceitos numa única sigla.